# Biserica de lemn din Poloboc

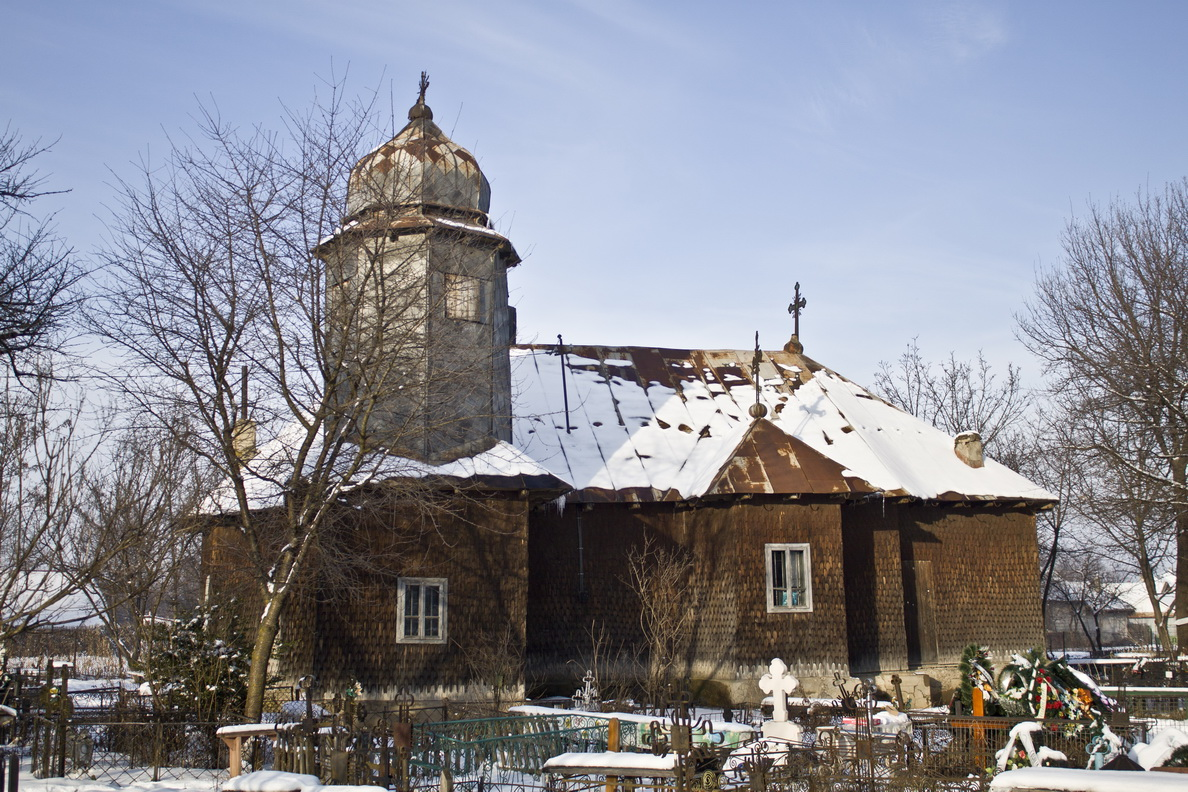
Biserica de lemn „Buna Vestire“ din Poloboc, judeţul Neamţ

Biserica de lemn „Buna Vestire” din Poloboc, comuna Rediu, județul Neamț este un monument istoric cu cod LMI NT-II-m-B-10646.

## Istoric și trăsături
Satul Poloboc din comuna Rediu se află la 25 km depărtare de Piatra Neamț. Biserica de lemn, monument istoric, având hramul Buna Vestire, a fost ctitoritǎ de boierul Alecu Krupenski, zis Alecu Poloboc, de la numele cǎruia și-a luat denumirea și satul Poloboc. A fost construită în anul 1728, având un plan treflat, cu abside laterale și altarul rotunjit. Este clădită din bârne suprapuse, pe temelie de piatră, căptușite în interior și exterior cu scânduri de brad vopsite în ulei gri; acoperișul inițial din draniță a fost înlocuit cu tablă galvanizată, mai rezistentă.
Se remarcă prin proporțiile însemnate, naosul încăpător și bolțile înalte și voluminoase.
Biserica cu hramul „Buna Vestire“ de la Poloboc păstrează la interior una dintre cele mai frumoase și valoroase catapetesme întâlnite în bisericile de lemn din județul Neamț. Pictura, de o remarcabilă expresivitate, nu a putut fi datată și nu se cunoaște nici pictorul care a realizat-o.
Ultimele reparații au avut loc în anii 1932 și 1964 (când a fost acoperită cu tablă galvanizată).
Odată cu ridicarea bisericii noi, de zid, în anul 2000, biserica veche de lemn, nemaifiind folosită pentru serviciul liturgic, a fost neglijată și se află într-o stare accentuată de degradare.